# 公父文伯
公父文伯（？—？），姬姓，名歜，中国春秋时期鲁国三桓季悼子之孙，公父穆伯的儿子。
前505年九月廿八日，阳虎囚禁了季桓子和公父文伯，驱逐仲梁怀。十月初十，杀死公何藐。十月十二日，阳虎与季桓子在稷门内盟誓。十月十三日，举行大诅咒，驱逐了公父文伯公父歜和秦遄，公父歜和秦遄都逃奔齐国。。前492年五月廿八日，鲁国司铎官署发生火灾。火势越过公宫，鲁桓公庙、鲁僖公庙都被烧毁。南宫敬叔来到，命周人拿出国君所看的书。子服景伯来到，命令宰人拿出礼书，校人驾上马，巾车在车轴上涂上油脂，用浸湿的帷幕把火场附近的建筑物覆盖起来。公父文伯来到，命令校人为公车套上马。季桓子来到，站在象魏外边为鲁哀公驾车，命令救火的人受伤就停下来，因为财物是可以再生产的。命令把文献收藏起来。富父槐来到，拆去火道上的干枯易燃物品，围绕公宫四周开辟火巷隔火。公父文伯的母亲是敬姜，《国语·鲁语》很多篇目都是说她对儿子公父文伯的教训。

## 子孙
- 子：公父成伯
  - 孙：公父頃[4]